# Eric Tappy
Eric Tappy (in französischer Schreibweise Éric Tappy; * 19. Mai 1931 in Lausanne; † 11. Juni 2024 in Belmont-sur-Lausanne) war ein Schweizer Opernsänger (Tenor).

## Leben
Eric Tappy wurde als Sohn des Metallarbeiters Constant Albert Tappy und seiner Frau Cécile Emile, geborene Apothéloz, geboren. Er erhielt früh musikalischen Unterricht in Geige und Chorgesang von seinem Cousin André Charlet. Tappy absolvierte zunächst eine Primarlehrerausbildung. Ab 1951 war er als Lehrer tätig.
Parallel dazu studierte er am Conservatoire de musique de Genève Harmonielehre und Kontrapunkt bei Charles Chaix sowie von 1951 bis 1958 Gesang bei Fernando und Maria Carpi. Weitere Studien absolvierte er am Salzburger Mozarteum bei Ernst Reichert (1958), am Konservatorium Hilversum bei Eva Liebenberg und in Paris bei Nadia Boulanger.
Tappy begann seine Karriere 1956 als Konzertsänger. 1958 gewann er den «1er prix de virtuosité» am Conservatoire de Musique de Genève, woraufhin sich seine Konzerttätigkeit mit Konzerten in der Schweiz und im Ausland verstärkte. 1959 gab er deshalb seine Lehrertätigkeit auf.
1959 sang er in Strassburg erstmals die Rolle des Evangelisten in Bachs «Matthäuspassion». Im Dezember 1959 sang er die Tenorpartie in Frank Martins Oratorium «Mystère de la Nativité».
1962 debütierte Tappy als Graf von Lerma in Verdis «Don Carlos» am wiedereröffneten Grand Théâtre de Genève. Von 1963 bis 1980 war er anschliessend dort festes Ensemblemitglied. Er sang am Grand Théâtre de Genève ein breites Repertoire, darunter viele Mozart-Partien (Belmonte, Don Ottavio, Ferrando), ausserdem Pylade in «Iphigénie en Tauride», Don Ramiro in «La Cenerentola», Alwa in «Lulu», Lenski in «Eugen Onegin» sowie Rollen in modernen Werken wie Martins «Monsieur de Pourceaugnac» (Uraufführung 1963) und «La Tempête». Er wirkte dort ausserdem im Juni 1966 bei der Uraufführung von Darius Milhauds Oper «La Mère coupable» (als Léon) und 1969 als Chevalier de la Force in der Schweizer Erstaufführung der Oper «Dialogues des Carmélites» von Francis Poulenc mit. Am Grand Théâtre de Genève war er auch in der Operette und im Musical zu hören, so als Titelheld in «Orphée aux enfers», als Paris in «La Belle Hélène», als Alfred in «Die Fledermaus», als Danilo in «Die lustige Witwe» und als Henry Higgins in «My Fair Lady».
Er gastierte als Titelheld in Rameaus «Zoroastre» in Bordeaux und in Paris (1964, Opéra-Comique). Es folgten Gastverpflichtungen an der Niederländischen Oper in Amsterdam, bei den Festspielen in Drottningholm, am Théâtre Royal de la Monnaie in Brüssel, an den Opernhäusern von Lyon, Marseille, Strassburg und Toulouse, an der Opéra de Monte Carlo und in Lissabon.
1970 gastierte er an der Opéra de Lyon als Tamino in der Oper «Die Zauberflöte». 1972 folgte der Tamino in einem Mozart-Zyklus an der Oper Köln. In der Spielzeit 1973/74 debütierte er am Royal Opera House in London als Titelheld in «La clemenza di Tito». 1974 gastierte er in der gleichen Rolle beim Festival von Aix-en-Provence. Sein USA-Debüt gab er 1974 als Don Ottavio in «Don Giovanni». 1975 sang er an der San Francisco Opera, an der Seite von Tatiana Troyanos (Poppea), den Nerone in «L’incoronazione di Poppea», 1977 folgte dort die Titelrolle in «Idomeneo».
1977/78 trat er bei den Salzburger Festspielen in der geistlichen Barock-Oper «Il Sant’Alessio» von Stefano Landi auf. Von 1978 bis 1980 sang er bei den Salzburger Festspielen den Tamino in «Die Zauberflöte» unter der musikalischen Leitung von James Levine. 1978 gastierte er als Idomeneo in Chicago und an der Opéra National de Lyon in der Barock-Oper «L’Ormindo» von Francesco Cavalli. 1979 sang er am Opernhaus Zürich an der Seite von Rachel Yakar den Nerone in «L’incoronazione di Poppea» unter der Regie von Jean-Pierre Ponnelle und unter der musikalischen Leitung von Nikolaus Harnoncourt. Die Produktion wurde anschliessend auch beim Edinburgh Festival und an der Mailänder Scala gezeigt und verfilmt. 1980 sang er in Rom die Titelrolle in «La clemenza di Tito».
Als Konzertsänger wirkte er 1965 in Basel in der Uraufführung des Oratoriums «Flut» von Rudolf Kelterborn mit. Bei Operettenaufführungen war er zum Teil als Partner von Teresa Stich-Randall engagiert.
Seine letzten Opernauftritte hatte Tappy im März 1981 in der Titelrolle von Mozarts Opera seria «Lucio Silla» am Opernhaus Zürich und im Juli 1981 als Nerone in «L’incoronazione di Poppea» an der San Francisco Opera. Im Oktober 1981 gab Tappy im Alter von 50 Jahren seinen Rückzug von der Opernbühne bekannt. Sämtliche eingegangenen Verträge, die teilweise bis zu drei Jahre im Voraus geplant waren, löste er auf.
Nach seiner Pensionierung arbeitete Tappy als Regisseur und widmete sich seiner Lehrtätigkeit. Er gründete und leitete ein Opernstudio, das «Atelier d’interprétation vocale et dramatique», an der Opéra National de Lyon. Von 1984 bis 1999 unterrichtete er Gesang und Liedinterpretation am Conservatoire de Musique de Genève.
Tappy erhielt für seine musikalischen Leistungen mehrere Auszeichnungen. Für seine Darstellung von Monteverdis «Orfeo» wurde er 1966 mit der Goldmedaille des Drottningholm-Theaters ausgezeichnet. 1968 erhielt er den Edison Award für seine Aufnahme derselben Rolle. 1994 wurde er zum Officier des Ordre des Arts et des Lettres ernannt.
Eric Tappy war seit 1953 mit Denise Guggenheim verheiratet und Vater von zwei Töchtern. Er starb am 11. Juni 2024 im Alter von 93 Jahren an seinem Wohnort Belmont-sur-Lausanne, wo er seit 1968 in einem Haus lebte, das der Schweizer Komponist Hans Haug entworfen hatte.

## Repertoire und Tondokumente
Eric Tappy machte sich international als Opern- und Konzertsänger einen Namen. Er galt als ausgewiesener Mozart-Tenor, als Spezialist für Barockmusik (Monteverdi, Rameau) und als herausragender Konzertsänger, insbesondere als Evangelist in den Passionen von Johann Sebastian Bach. Seine wichtigsten Bühnenrollen waren der Orfeo, Nerone in «L’incoronazione di Poppea», Tamino, Idomeneo und der Pelléas in «Pelléas et Mélisande» von Claude Debussy, die er «mit einer Stimme von beispielhafter Klarheit und Diktion» sang. Auch der Titelheld in «Oedipus Rex» ist «zu seinen weiteren Glanzrollen» zu rechnen.
Tappys Stimme ist durch zahlreiche Operngesamtaufnahmen sowie durch Live-Mitschnitte und Rundfunkaufnahmen dokumentiert. Im Mai 1962 sang er unter der musikalischen Leitung von Peter Maag den Torquemada in einer Studioaufnahme des Einakters «L’heure espagnole» von Maurice Ravel. 1968 nahm er «L’Orfeo» mit dem Dirigenten Michel Corboz für RCA auf. 1979 sang er unter der Leitung von Armin Jordan, mit Rachel Yakar als Partnerin, den Pelléas in einer Studioaufnahme, die 1981 bei Erato veröffentlicht wurde. 1982 erschien bei Telefunken sein Nerone in «L’incoronazione di Poppea» unter Nikolaus Harnoncourt. Ebenfalls 1980 erschien bei RCA eine Studio-Produktion der Mozart-Oper «Die Zauberflöte» mit der Besetzung der Salzburger Festspiele.
Tappy war auch in zwei Opernfilmen von Jean-Pierre Ponnelle zu sehen: «L’incoronazione di Poppea» (1979) und «La clemenza di Tito» (1980), neben Tatiana Troyanos und Carol Neblett. Er nahm ausserdem das Oratorium «L’enfance du Christ» von Hector Berlioz unter der Leitung von Colin Davis und «Clairières dans le ciel», einen Liederzyklus von Lili Boulanger, auf. 1974 nahm er Franz Schuberts Liederzyklus «Die schöne Müllerin» auf.